# Grupo Aéreo de Caza 34 (Bolivia)
El Grupo Aéreo de Caza «34» «Teniente Coronel Rafael Pabón» es una unidad de la Fuerza Aérea Boliviana con base en la ciudad de Cochabamba.
Creado el 22 de junio de 1984, su función es la operación aérea táctica a fines del cumplimiento de la misión de la II Brigada Aérea, de la que depende, dentro del área de influencia del Comando Conjunto Central. El Grupo «34» está dotado de un lote de seis aviones de entrenamiento y combate K-8W Kakorum de procedencia surcoreana. Los mismos fueron incorporados en 2011.
En 2010, el Comando General de la Fuerza Aérea condecoró a los miembros de la unidad el 26.º aniversario de la creación del Grupo «34».